# NGC 5368
NGC 5368 је спирална галаксија у сазвежђу Велики медвед која се налази на NGC листи објеката дубоког неба.
Деклинација објекта је + 54° 19' 51" а ректасцензија 13h 54m 29,1s. Привидна величина (магнитуда) објекта NGC 5368 износи 13,1 а фотографска магнитуда 13,9. NGC 5368 је још познат и под ознакама UGC 8834, MCG 9-23-14, CGCG 272-12, IRAS 13526+5434, PGC 49431.